# ماي ناكامورا
ماي ناكامورا (باليابانية: 中村麻衣؛ بالكانا: なかむら まい) هي سباحة متزامنة يابانية، ولدت في 13 يناير 1989 في كوبه في اليابان.

## وصلات خارجية
- ماي ناكامورا على موقع الاتحاد الدولي للسباحة (الإنجليزية)
- ماي ناكامورا على موقع اللجنة الأولمبية الدولية (الإنجليزية)
- ماي ناكامورا على موقع أوليمبيديا (الإنجليزية)